# Schwalm (Kultur)

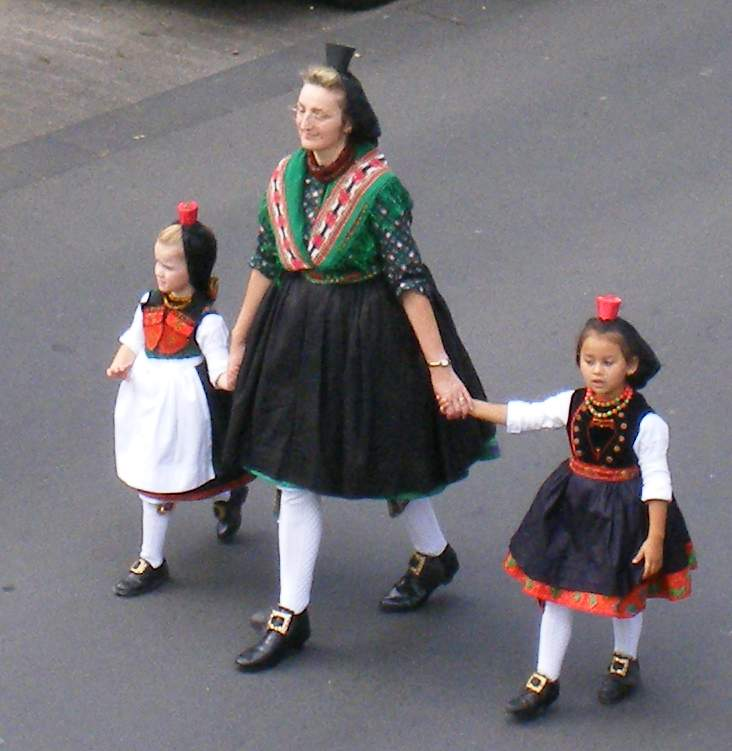
Schwälmer Tracht

Die Schwalm ist ein Kulturraum in Nordhessen.
Ihren Namen verdankt die Schwalm dem Fluss Schwalm, an deren Mittellauf sie sich befindet. Die Bewohner der Schwalm werden als Schwälmer bezeichnet. Der Kulturraum ist geprägt von der Schwälmer Tracht, der Schwälmer Mundart sowie spezifischen Bräuchen, insbesondere Festtagsbräuchen.

## Tracht, Mundart und Bräuche
Zur Schwälmer Tracht der Frauen gehört beispielsweise eine große Anzahl übereinander getragener Röcke mit einer sehr weit oben liegenden Taille sowie eine charakteristische Betzel, die oft fälschlich als Vorbild des Rotkäppchens im gleichnamigen Märchen der Brüder Grimm bezeichnet wird. Tatsächlich hat das Märchen seinen Ursprung nicht in der Schwalm, die Gebrüder Grimm sammelten hier jedoch viele mündliche Überlieferungen. Die Alterstracht wurde im Jahr 2013 noch von wenigen Frauen im Alltag getragen. Die männliche Tracht ist bereits seit längerer Zeit aus dem Alltag verschwunden. Die Tracht wird bei Festtagen, z. B. der Ziegenhainer Salatkirmes gezeigt.
Das Schwälmer Platt ist lebende dörfliche Umgangssprache, die auch Niederschlag in der Literatur gefunden hat. Insbesondere der in Mundart verfasste Gedichtband Kreizschwerneng, Spaß muss seng von Johann Heinrich Kranz und Johann Heinrich Schwalm hat die kulturelle Identität der Schwalm im 20. Jahrhundert in erheblichem Maße geprägt.
Die zum traditionellen Kulturraum Schwalm gehörenden Bräuche werden z. B. von Schrödter dargestellt. Dazu gehören z. B. das Schwälmer-Lied (Loshäuser Kirmeslied, verfasst von Erhard Georg von Lüder), das folgende Textzeile über typisches, traditionelles Festessen enthält (Wecksuppe, Fleisch, Hirsebrei, Bier):
Wecksopp, Fleesch o Härschebree,
Eßt mer, o trenkt Bier derbee
Weitere Bräuche sind traditionelle Tänze die auch heute noch gepflegt werden wie der Schwälmer, andere Kirmes-, Hochzeits- und Frühlingsbräuche und des Weiteren mehr.

## Geographische Eingrenzung
Schrödter zählt zur engeren Schwalm folgende Ortschaften: Wasenberg, Willingshausen, Merzhausen, Leimbach, Ransbach, Gungelshausen, Loshausen, Zella, Salmshausen, Röllshausen, Schrecksbach, Holzburg, Rückershausen, Riebelsdorf, Steina, Niedergrenzebach, Obergrenzebach und Ascherode.
Zur weiteren Schwalm (Hecken-Schwälmer) zählt er folgende Ortschaften: Hattendorf, Immichenhain, Ottrau, Görzhain, Kleinropperhausen, Nausis, Schorbach, Asterode, Christerode, Hauptschwenda, Seigertshausen, Leimsfeld, Allendorf an der Landsburg, Frankenhain, Florshain und Wiera. Schwalm zählt zusätzlich noch hinzu: Berfa, Dittershausen, Mengsberg, Michelsberg, Rörshain, Rommershausen, Schönborn und Weißenborn. In der weiteren Schwalm war der Einfluss des Schwälmer Platt und der Schwälmer Tracht geringer.
Die nahe bei diesen Dörfern liegenden Städte Ziegenhain, Treysa und Neukirchen waren für die Bewohner der Schwalm zum Kauf und Verkauf von Waren sowie für Verwaltungsakte von Bedeutung, zählten jedoch nicht direkt zum Kulturraum Schwalm. Dieser war bäuerlich geprägt. Die Einwohner der Städte trugen in der Regel auch keine Schwälmer Tracht.
Weitere wichtige Orte mit Bezug zum Kulturraum Schwalm sind das Kulturdenkmal Kapelle Schönberg sowie das Naturdenkmal Wipperstein. Der Kulturraum Schwalm war Bestandteil des Altkreises Ziegenhain und liegt heute überwiegend im Schwalm-Eder-Kreis.

## Willingshäuser Malerkolonie, Museen und Vereine

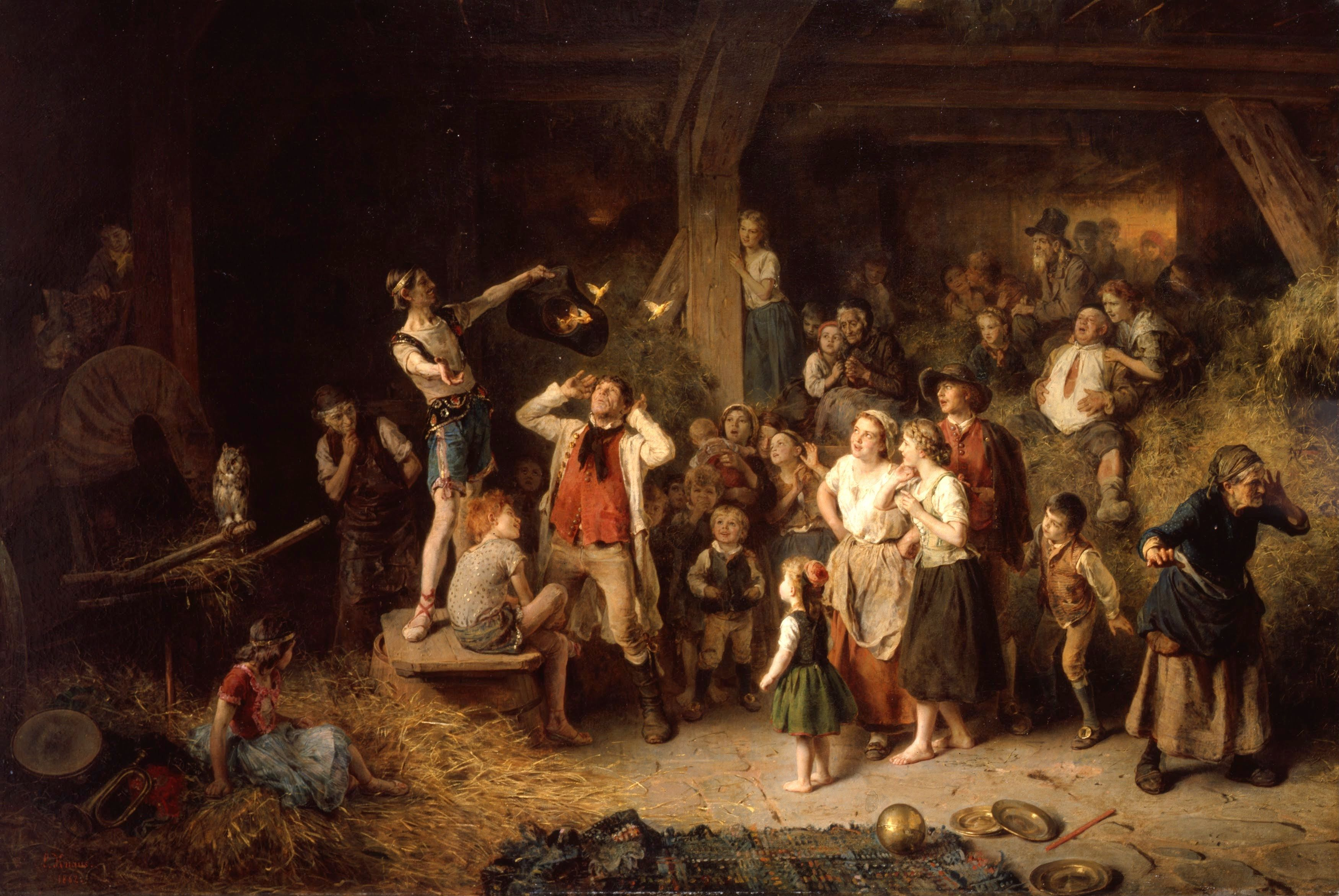
Der Taschenspieler in der Scheune, 1862, Gemälde von Ludwig Knaus

Überregional bekannt wurde die Schwalm als Kulturraum insbesondere durch die Willingshäuser Malerkolonie. Die Maler fanden in den Menschen, ihren Tätigkeiten und Bräuchen ihre Motive. Ein Beispiel dafür ist das Gemälde Schwälmer Tanz aus dem Jahr 1897/98 von Carl Bantzer, das sich im Marburger Universitätsmuseum für Kunst und Kulturgeschichte befindet.
Der Kulturraum Schwalm wird im vom Schwälmer Heimatbund e. V. getragenen Museum der Schwalm sowie im Schwälmer Dorfmuseum Holzburg umfangreich dargestellt. Nicht mehr im Alltag verankerte Bräuche werden zum Teil von Vereinen weitergetragen.